# 許商
许商（？—？），字长伯，西汉经学家、数学家、历算家、治水专家。长安（治今陕西省西安西北）人。

## 生平
许商是周堪弟子。从周堪学《尚书》，治大夏侯尚书学（夏侯勝）。许商精通天文计算，长于核算管理。汉元帝时四至九卿，所教授弟子众多，也像孔子一样分为四科：沛国唐林（字子高）为德行，平陵吴章（字伟君）为言语，重泉王吉（字少音）为政事，齐国炔钦（字幼卿）为文学。今文尚书大夏侯学，从此分成孔、许之学。
汉成帝时许商与师丹、郑宽中、张禹同为皇帝老师，史称“许商能商功利”。建始元年（前32年）为博士。河平三年（前26年）为将作大匠。清河都尉冯逡奏请浚治屯氏河，以防河患。许商奉命行视，以为屯氏河盈溢所为，当时用度不足，可且勿浚。后来黄河决口，将作大匠许商与光禄大夫王延世等主持治理黄河、开凿滴河等工程，几次奉命视察黄河下游治河工程。后为河堤都尉。大兴水利，为民造福。
许商后为詹事，附从丞相翟方进。永始三年（前14年）为少府。后一年为侍中光禄大夫。绥和元年（前8年）由侍中升任为大司农，数月后为光祿勳。王莽时，唐林、王吉为九卿，吴章、炔钦为博士，大夫、博士、郎、吏为许商的门生的，多至数百人，会车数百辆，曾荣耀一时。《汉书·艺文志》术数类著录他所写《许商算术》二十六卷，及《五经论历》等书。他的《许商算术》和同时代的《杜忠算术》可能就是《九章算术》成书的根据。
| 前任： 張慶 | 西汉将作大匠 前26年—前26年 | 繼任： 乘馬延年 |
| 前任： 师丹 | 西汉少府 前14年—前12年     | 繼任： 龐眞     |
| 前任： 谷永 | 西汉大司农 前8年—前8年     | 繼任： 彭宣     |
| 前任： 师丹 | 西汉光祿勳 前8年—前7年     | 繼任： 彭宣     |